# EPrix de Jakarta
Le ePrix de Jakarta est une épreuve comptant pour le championnat du monde de Formule E. Elle aurait dû avoir lieu pour la première fois le 6 juin 2020.
Un ePrix de Jakarta est prévu pour la saison 2022, il aura lieu le 4 juin 2022.

## Historique
Le premier ePrix de Jakarta aura lieu le 6 juin 2020 au centre de Jakarta. Cependant, le 11 mars 2020, la Formule E annonce le report de l’ePrix en raison de la pandémie de Covid-19. En Octobre 2021, la FIA annonce le calendrier pour la saison 2021-2022 et Jakarta officie au calendrier, le 4 Juin 2022 à lieu la première édition du ePrix de Jakarta, 10e manche de la saison 2022. La deuxième édition aura lieu les 3 et 4 Juin 2023, 10e et 11e manches de la saison 2022-2023.

## Le circuit
Le circuit devait être, à l'origine construit en tant que circuit temporaire autour du Monument National dans le centre ville de Jakarta. Le circuit à finalement été prévu pour être un circuit permanant, situé dans la région d'Ancol et du Stade International de Jakarta. Il est composé de 18 virages et d'une longueur de 2.370 km.

## Palmarès
| Année | Vainqueur          | Écurie                           | Circuit                   | Résultats | Date        |
| ----- | ------------------ | -------------------------------- | ------------------------- | --------- | ----------- |
| 2022  | Mitch Evans        | Jaguar TCS Racing                | Circuit urbain de Jakarta | Résumé    | 4 juin 2022 |
| 2023  | Pascal Wehrlein    | TAG Heuer Porsche Formula E Team | Circuit urbain de Jakarta | Résumé    | 3 juin 2023 |
| 2023  | Maximilian Günther | Maserati MSG Racing              | Circuit urbain de Jakarta | Résumé    | 4 juin 2023 |